# Never Ever (Park Ji-yeon)
Never Ever è il primo EP della cantante sudcoreana Jiyeon, pubblicato nel 2014 dall'etichetta discografica Core Contents Media insieme a KT Music.

## Il disco
Il 2 aprile 2014 fu rivelato il debutto di Jiyeon come solista e venne pubblicata una foto teaser. La Core Contents Media rivelò che l'artista avrebbe debuttato con un concetto sexy e moderno, diverso da quello delle T-ara. Mentre si preparava per le sue promozioni, Jiyeon perse 5 kg. Inizialmente l'EP sarebbe dovuto uscire il 30 aprile, ma a causa del naufragio del Sewol del 16 aprile 2014, fu posticipato al 20 maggio.
Il 13 maggio venne diffuso un nuovo video teaser per la title track e il 20 maggio fu pubblicato l'EP completo e il singolo "1 MIN 1 SEC" con il video musicale e il video di prova del pezzo. Il 27 maggio, la Core Contents Media pubblicò la versione iniziale del video musicale di "1MIN 1SEC" e alcuni scatti. Il brano "1MIN 1SEC" fu utilizzato come traccia promozionale nelle sue performance nei programmi M! Countdown, Music Bank, Show! Music Core e Inkigayo. Assieme alla title track, fu scelto anche il brano "Yeouido Cherry Blossom Road" per far parte delle sue performance.
A tre giorni dal suo debutto, il 23 maggio, fu annunciato che Jiyeon, a partire dal 24 maggio, avrebbe cambiato parte della coreografia di "1MIN 1SEC", poiché ritenuta troppo sexy e provocante da parte del pubblico; il 28 maggio, la KBS vietò la trasmissione di "Yeouido Cherry Blossom Road", perché nel testo viene nominata l'app KakaoTalk.

## Tracce
1. 1MIN 1SEC (1분1초) – 3:30 (testo: Duble Sidekick, David Kim – musica: Duble Sidekick, Radio Galaxy)
2. Yeouido Cherry Blossom Road (여의도 벚꽃길) – 2:58 (Ahn Young Min)
3. Marionette (꼭두각시) – 3:26 (Tenzo & Tasco)
4. 1MIN 1SEC (1분1초) (Inst.) – 3:30 (testo: Duble Sidekick, David Kim – musica: Duble Sidekick, Radio Galaxy)
5. Yeouido Cherry Blossom Road (여의도 벚꽃길) (Inst.) – 2:58 (Ahn Young Min)
6. Marionette (꼭두각시) (Inst.) – 3:26 (Tenzo & Tasco)

Durata totale: 19:48

## Certificazioni
Corea del Sud
(vendite: 14 172+)